# Slowcore
Termin slowcore (zazwyczaj używany naprzemiennie z terminem sadcore) odnosi się do powstałego pod koniec lat osiemdziesiątych w Stanach Zjednoczonych stylu indie rocka, charakteryzującego się powolnymi tempami i sennym, depresyjnym nastrojem. Jako pionierów gatunku zwykle wskazuje się grupę Galaxie 500. Do zespołów najczęściej kojarzonych ze slowcore należą m.in. Low, American Music Club, Codeine czy Red House Painters. 